# Leng Tch’e
Leng Tch’e ist eine belgische Grindcore-Band aus Gent. Die Gruppe spielt traditionellen Grindcore, der im Laufe der Zeit um Elemente aus dem Extreme Metal angereichert wurde. Die Band nennt ihren Stil Razorgrind.

## Geschichte
Die Gruppe wurde 2001 gegründet. Der Name Leng Tch’e steht im chinesischen für Tod durch tausend Schnitte und ist die Bezeichnung einer alten chinesischen Foltermethode, bei dem das Opfer so oft geschnitten wird, bis es stirbt. Schlagzeuger Sven de Caluwé war zugleich bei Aborted aktiv. Nach zahlreichen Besetzungswechseln und den Alben Death by a Thousands Cuts (2002) und Man Made Predator (2003) stabilisierte sich das Line-up und die Gruppe wurde von Relapse Records unter Vertrag genommen. Dort erschienen 2005 The Process of Elimination und 2007 Marasmus. Im Jahr 2007 verließ mit Schlagzeuger Sven de Caluwé das letzte Gründungsmitglied die Gruppe, 2008 verließ auch der langjährige Gitarrist Boris Cornelissen Leng Tch’e. Mit komplett neuer Besetzung und nunmehr bei Season of Mist unter Vertrag, erschien 2010 das bislang letzte Album Hypomaniac.

## Diskografie
- 2002: Death by a Thousands Cuts (Spew Records)
- 2003: Man Made Predator (Willowtip Records)
- 2005: The Process of Elimination (Relapse Records)
- 2007: Marasmus (Relapse Records)
- 2010: Hypomaniac (Season of Mist)
- 2017: Razorgrind (Seasons of Mist)